# Girls of the Playboy Mansion
Girls of the Playboy Mansion (originalmente The Girls Next Door) fue un programa de televisión de tipo reality emitida en el canal E! en Estados Unidos de forma semanal. La serie fue creada por Kevin Burns y Hugh Hefner, fundador de la revista Playboy. Actualmente cuenta con cinco temporadas. El logotipo de la revista Playboy, el famoso icono del conejito es usado en el logotipo de la serie. El opening del show es cantado por Nasty Tales llamado "Come on-a my house" (remix).

## Trama
Trata sobre la vida de Hugh Hefner (fundador y dueño de Playboy) y sus novias oficiales, Holly Madison, Kendra Wilkinson y Bridget Marquardt en la Mansión Playboy. La serie no solo muestra sus vidas dentro de la mansión si no que también los eventos, fiestas, etc. fuera de ésta.
Las Girls Next Door han aparecido en números especiales de la revista Playboy, en calendarios y en películas.
En el episodio final de la quinta Temporada, Bridget deja la mansión para ir a grabar su programa Bridget's Sexiest Beaches, Kendra se va de la mansión para vivir su vida por su propia cuenta y vivir con su actual esposo Hank Baskett, y aunque en el episodio no se ve cuando se muda Holly, Hefner discute sobre su infelicidad en la mansión, de no poder casarse o tener una familia que es lo que ella desea y deciden terminar su relación. En el final del episodio muestran a Kenneth y Kristina Shannon, tomando su lugar como las nuevas novias de Hefner.

## Episodios
Artículo Principal: Lista de episodios de The Girls Next Door.
Cada episodio dura unos 20 minutos y en cada uno se muestran diferentes sucesos reales que ocurren en la vida de Hugh Hefner y sus novias que viven en la Mansión Playboy. Aunque los sucesos que pueden verse en la serie son reales, a diferencia de otras series de tipo reality, en The Girls Next Door las novias de Hugh Hefner ruedan partes de la serie que no son reality desde sus habitaciones sentadas en una silla mientras comentan y explican los sucesos de la parte reality (en la que las chicas son grabadas constantemente mientras llevan a cabo su vida normal en la Mansión Playboy) para la cámara. Las dos partes se intercalan constantemente durante cada episodio de la serie.
La serie se estrenó en agosto de 2005 y finalizó en diciembre de 2005, terminando así la primera temporada. Los capítulos de la serie continuaron emitiéndose durante todo el año como repetición, y el 30 de julio de 2006 se estrenó la segunda temporada de la serie con capítulos nuevos y se está emitiendo en la actualidad. El 1 de agosto de 2006 salió a la venta en Estados Unidos el DVD de la primera temporada de la serie que incluye todos sus capítulos (catorce).
El eslogan del programa es: "We call it fantasy, they call it home" (Nosotros le llamamos fantasía, ellas le llaman hogar).

## Futuro de la Serie
En octubre de 2008, se informó que Hefner y Madison habían terminado. También se confirmó la ruptura de Hefner con Kendra Wilkinson y que ella se había comprometido con el jugador de la NFL, Hank Baskett. La boda tuvo lugar el 27 de junio de 2009 en la mansión Playboy. A pesar de la salida, las tres siguen apareciendo eventualmente en el programa aparte de las novias actuales de Hefner. Kendra actualmente protagoniza su propia serie Kendra, Bridget su show Bridget's Sexiest Beaches y Holly su programa Holly´s World.